# Бухникашвили, Александр Варденович
Александр Варденович Бухникашвили — советский учёный и политический деятель, геолог и геофизик, доктор геолого-минералогических наук (1965), профессор (1968).

## Биография
Родился в 1909 году в Сурами, брат театрального критика Григория Бухникашвили. Член КПСС.
Окончил Кавказский горно-металлургический институт.
В 1953—1972 гг. — директор Института геофизики Академии наук Грузинской ССР.
За разработку и внедрение метода и средств борьбы с градобитиями с использованием противоградовых ракет и снарядов был в составе коллектива удостоен Государственной премии СССР в области науки и техники 1969 года.
В 1972—1975 гг. — первый заместитель главного редактора Грузинской советской энциклопедии.
В 1975—1983 гг. — председатель комиссии Президиума Научного совета по изучению действующих производительных сил и природных ресурсов Академии наук Грузинской ССР.
Избирался депутатом Верховного Совета Грузинской ССР 2-3-го созывов.
Умер в 1983 году в Тбилиси.

## Награды
- Орден Трудового Красного Знамени
- Орден Красной Звезды
- Орден Знак Почёта (дважды)